# هفت دلاور (فیلم ۲۰۱۶)
هفت دلاور (به انگلیسی: The Magnificent Seven) فیلمی آمریکایی در ژانر وسترن و اکشن به کارگردانی آنتوان فوکوآ و نویسندگی نیک پیزولاتو و ریچارد ونک است که به عنوان نسخه بازخلق‌شدهٔ فیلمی به همین نام محصول سال ۱۹۶۰ به‌شمار می‌رود که خود آن نیز نسخه بازخلق‌شده فیلم ژاپنی هفت سامورایی در سال ۱۹۵۴ به حساب می‌آید. در این فیلم بازیگرانی همچون دنزل واشینگتن، کریس پرت، ایثن هاک، هیلی بنت، مت بامر، وینسنت دن آفریو، لی بیونگ هون، و پیتر سارسگارد ایفای نقش می‌کنند.
نخستین نمایش این اثر در ۸ سپتامبر ۲۰۱۶ در طی جشنواره بین‌المللی فیلم تورنتو بود و در نهایت توسط کلمبیا پیکچرز در ۲۳ سپتامبر ۲۰۱۶ در ایالات متحده اکران شد. هفت دلاور ۱۶۲ میلیون دلار در سراسر جهان فروش کرد در حالی که ۹۰ میلیون دلار بودجه ساخت آن بوده‌است. 

## خلاصه داستان
شهر رز کریک در محاصره کارخانه داری بی‌رحم به نام برتولما بوگو قرار گرفته است. اهالی شهر برای محافظت از خود، هفت مزدور را به رهبری سم چیزم اجیر می‌کنند. این هفت نفر خود را آماده مواجه‌ای خشونت‌آمیز می‌کنند اما پس از ملاقات مردم شهر، روحیه آنها به کلی تغییر می‌کند و برای چیزی بیش‌تر از پول آماده جنگ می‌شوند…

## تولید
تصویربرداری اصلی این فیلم ۹۲ روز، از ۱۸ می تا ۱۸ اوت ۲۰۱۵، در بتن‌روژ، لوئیزیانا به طول انجامید.